# Карім Аламі
Карім Аламі (нар. 24 травня 1973) — колишній марокканський тенісист.
Найвищу одиночну позицію світового рейтингу — 25 місце досяг 21 лютого 2000, парну — 130 місце — 17 серпня 1998 року.
Здобув 2 одиночні та 1 парний титул.
Найвищим досягненням на турнірах Великого шолома було 3 коло в одиночному розряді.
Завершив кар'єру 2002 року.

## Юніорські фінали турнірів Великого шолома

### Одиночний розряд: 1 (1 поразка)
| Результат | Рік  | Турнір                           | Покриття | Суперник     | Рахунок  |
| --------- | ---- | -------------------------------- | -------- | ------------ | -------- |
| Поразка   | 1991 | Відкритий чемпіонат США з тенісу | Тверде   | Леандер Паес | 4–6, 4–6 |

### Парний розряд: 2 (2 перемоги)
| Результат | Рік  | Турнір                           | Покриття | Партнер              | Суперники                            | Рахунок            |
| --------- | ---- | -------------------------------- | -------- | -------------------- | ------------------------------------ | ------------------ |
| Перемога  | 1991 | Вімблдонський турнір             | Трава    | Грег Руседскі        | Джон-Лаффньє де Ягер Андрій Медведєв | 1–6, 7–6(7–4), 6–4 |
| Перемога  | 1991 | Відкритий чемпіонат США з тенісу | Тверде   | Джон-Лаффньє де Ягер | Майкл Джойс Вінс Спейдія             | 6–4, 6–7, 6–1      |

## Фінали турнірів ATP за кар'єру

### Одиночний розряд: 6 (2–4)
| Легенда                         |
| ------------------------------- |
| Турніри Великого шлема (0–0)    |
| Фінали Світового туру ATP (0–0) |
| Серія Мастерс ATP(0–0)          |
| Серія турнірів ATP (0–1)        |
| Світова серія ATP (2–3)         |

| Фінали за покриттям |
| ------------------- |
| Тверде (0–0)        |
| Ґрунт (2–4)         |
| Трава (0–0)         |
| Килим (0–0)         |

| Фінали за типом корту |
| --------------------- |
| Відкритий корт (2–4)  |
| Закритий корт (0–0)   |

| Результат | В-П | Дата     | Турнір              | Рівень           | Покриття | Суперник        | Рахунок            |
| --------- | --- | -------- | ------------------- | ---------------- | -------- | --------------- | ------------------ |
| Поразка   | 0–1 | Бер 1994 | Касабланка, Марокко | Світова серія    | Ґрунт    | Ренцо Фурлан    | 2–6, 2–6           |
| Перемога  | 1–1 | Кві 1996 | Атланта, США        | Світова серія    | Ґрунт    | Ніклас Культі   | 6–3, 6–4           |
| Перемога  | 2–1 | Вер 1996 | Палермо, Італія     | Світова серія    | Ґрунт    | Адріан Войня    | 7–5, 2–1 ret.      |
| Поразка   | 2–2 | Січ 1998 | Болонья, Італія     | Серія Інтернешнл | Ґрунт    | Хуліан Алонсо   | 1–6, 4–6           |
| Поразка   | 2–3 | Кві 1999 | Барселона, Іспанія  | Серія Чемпіоншип | Ґрунт    | Фелікс Мантілья | 6–7(2–7), 3–6, 3–6 |
| Поразка   | 2–4 | Вер 1999 | Бухарест, Румунія   | Серія Інтернешнл | Ґрунт    | Альберто Мартін | 2–6, 3–6           |

### Парний розряд: 4 (1–3)
| Легенда                         |
| ------------------------------- |
| Турніри Великого шлема (0–0)    |
| Фінали Світового туру ATP (0–0) |
| Серія Мастерс ATP(0–0)          |
| Серія турнірів ATP (0–0)        |
| Світова серія ATP (1–3)         |

| Фінали за покриттям |
| ------------------- |
| Тверде (0–0)        |
| Ґрунт (1–3)         |
| Трава (0–0)         |
| Килим (0–0)         |

| Фінали за типом корту |
| --------------------- |
| Відкритий корт (1–3)  |
| Закритий корт (0–0)   |

| Результат | В-П | Дата     | Турнір              | Рівень        | Покриття | Партнер       | Суперники                          | Рахунок       |
| --------- | --- | -------- | ------------------- | ------------- | -------- | ------------- | ---------------------------------- | ------------- |
| Поразка   | 0–1 | Чер 1996 | Болонья, Італія     | Світова серія | Ґрунт    | Габор Кевеш   | Брент Гейгарт Хрісто ван Ренсбург  | 1–6, 4–6      |
| Поразка   | 0–2 | Бер 1997 | Касабланка, Марокко | Світова серія | Ґрунт    | Хішам Аразі   | Жоао Кунья е Сілва Нуно Маркес     | 6–7, 2–6      |
| Перемога  | 1–2 | Вер 1997 | Марбелья, Іспанія   | Світова серія | Ґрунт    | Хуліан Алонсо | Альберто Берасатегі Хорді Бурільйо | 4–6, 6–3, 6–0 |
| Поразка   | 1–3 | Жов 1997 | Богота, Колумбія    | Світова серія | Ґрунт    | Мауріс Руа    | Луїс Лобо Фернандо Мелігені        | 1–6, 3–6      |

## Фінали ATP Челленджер і ITF Ф'ючерс

### Одиночний розряд: 12 (3–9)
| Легенда              |
| -------------------- |
| ATP Челленджер (3–9) |
| ITF Ф'ючерс (0–0)    |

| Фінали за покриттям |
| ------------------- |
| Тверде (0–0)        |
| Ґрунт (3–9)         |
| Трава (0–0)         |
| Килим (0–0)         |

| Результат | В-П | Дата     | Турнір                 | Рівень     | Покриття | Суперник            | Рахунок       |
| --------- | --- | -------- | ---------------------- | ---------- | -------- | ------------------- | ------------- |
| Поразка   | 0–1 | Чер 1995 | Калі (місто), Колумбія | Челленджер | Ґрунт    | Гастон Етліс        | 1–6, 6–3, 3–6 |
| Поразка   | 0–2 | Лип 1995 | Ульм, Німеччина        | Челленджер | Ґрунт    | Карл-Уве Стіб       | 6–4, 6–7, 0–6 |
| Поразка   | 0–3 | Сер 1995 | Женева, Швейцарія      | Челленджер | Ґрунт    | Юнес Ель-Айнауї     | 1–6, 4–6      |
| Перемога  | 1–3 | Вер 1995 | Ташкент, Узбекистан    | Челленджер | Ґрунт    | Хорді Арресе        | 6–4, 6–0      |
| Поразка   | 1–4 | Кві 1996 | Неаполь, Італія        | Челленджер | Ґрунт    | Фелікс Мантілья     | 3–6, 5–7      |
| Поразка   | 1–5 | Тра 1996 | Будапешт, Угорщина     | Челленджер | Ґрунт    | Ернан Гумі          | 6–2, 2–6, 3–6 |
| Поразка   | 1–6 | Лип 1996 | Ульм, Німеччина        | Челленджер | Ґрунт    | Кріс Ґоссенс        | 4–6, 0–6      |
| Поразка   | 1–7 | Жов 1997 | Каїр, Єгипет           | Челленджер | Ґрунт    | Альберто Берасатегі | 5–7, 3–6      |
| Поразка   | 1–8 | Гру 1998 | Сантьяго, Чилі         | Челленджер | Ґрунт    | Гастон Гаудіо       | 2–6, 6–3, 4–6 |
| Перемога  | 2–8 | Жов 1999 | Каїр, Єгипет           | Челленджер | Ґрунт    | Крістоф Рохус       | 6–3, 6–1      |
| Поразка   | 2–9 | Лис 1999 | Сантьяго, Чилі         | Челленджер | Ґрунт    | Ніколас Массу       | 7–6, 2–6, 4–6 |
| Перемога  | 3–9 | Лис 1999 | Монтевідео, Уругвай    | Челленджер | Ґрунт    | Гало Бланко         | 6–3, 6–1      |

### Парний розряд: 2 (1–1)
| Легенда              |
| -------------------- |
| ATP Челленджер (1–1) |
| ITF Ф'ючерс (0–0)    |

| Фінали за покриттям |
| ------------------- |
| Тверде (0–0)        |
| Ґрунт (1–1)         |
| Трава (0–0)         |
| Килим (0–0)         |

| Результат | В-П | Дата     | Турнір              | Рівень     | Покриття | Партнер       | Суперники                   | Рахунок       |
| --------- | --- | -------- | ------------------- | ---------- | -------- | ------------- | --------------------------- | ------------- |
| Перемога  | 1–0 | Чер 1994 | Ташкент, Узбекистан | Челленджер | Ґрунт    | Шандор Носаль | Даніель Фіала Ян Кодеш мол. | 6–7, 6–4, 7–6 |
| Поразка   | 1–1 | Лип 1995 | Ульм, Німеччина     | Челленджер | Ґрунт    | Габор Кевеш   | Пабло Альбано Том Кемперс   | 7–6, 4–6, 4–6 |

## Часовий графік результатів
| W | Ф | ПФ | ЧФ | #Р | КТ | К# | DNQ | A | NH |

### Одиночний розряд
| Турніри Великого шлему                 |     |     |     |     |     |     |     |     |     |     |     |     |        |       |     |
| Відкритий чемпіонат Австралії з тенісу |     |     |     |     | 2р  | 1р  | 1р  | 3р  | 1р  | 3р  | 1р  | К1р | 0 / 7  | 5–7   | 42% |
| Відкритий чемпіонат Франції з тенісу   |     |     |     | К2р |     | 1р  | 1р  | 1р  | 1р  | 1р  | 3р  | К3р | 0 / 6  | 2–6   | 25% |
| Вімблдонський турнір                   | К1р |     | К1р | 2р  |     | 1р  |     | 1р  | 2р  | 1р  |     |     | 0 / 5  | 2–5   | 29% |
| Відкритий чемпіонат США з тенісу       |     |     |     | 2р  |     | 1р  | 1р  |     | 1р  | 2р  | 1р  |     | 0 / 6  | 2–6   | 25% |
| В-П                                    | 0–0 | 0–0 | 0–0 | 2–2 | 1–1 | 0–4 | 0–3 | 2–3 | 1–4 | 3–4 | 2–3 | 0–0 | 0 / 24 | 11–24 | 31% |
| Тур ATP Мастерс 1000                   |     |     |     |     |     |     |     |     |     |     |     |     |        |       |     |
| Індіан-Веллс                           |     |     |     |     |     |     |     |     |     | 1р  |     |     | 0 / 1  | 0–1   | 0%  |
| Відкритий чемпіонат Маямі з тенісу     |     |     |     |     |     | 1р  |     |     |     | 2р  |     |     | 0 / 2  | 0–2   | 0%  |
| Монте-Карло                            |     |     |     | 1р  |     |     | 1р  | 1р  | 3р  | ПФ  | 1р  |     | 0 / 6  | 6–6   | 50% |
| Рим                                    |     |     | К2р | 3р  | К3р |     | ЧФ  | 3р  | К1р | 1р  | К1р |     | 0 / 4  | 7–4   | 64% |
| Гамбург                                |     |     |     |     |     |     | 1р  | 2р  | 1р  | 1р  |     |     | 0 / 4  | 1–4   | 20% |
| Мастерс Канада                         |     |     |     |     |     |     |     |     |     | 2р  |     |     | 0 / 1  | 1–1   | 50% |
| Мастерс Цинциннаті                     |     |     |     |     |     |     |     |     |     | 1р  |     |     | 0 / 1  | 0–1   | 0%  |
| Штутгарт                               |     |     |     |     |     |     |     |     |     | 1р  |     |     | 0 / 1  | 0–1   | 0%  |
| В-П                                    | 0–0 | 0–0 | 0–0 | 2–2 | 0–0 | 0–1 | 3–3 | 3–3 | 2–2 | 5–8 | 0–1 | 0–0 | 0 / 20 | 15–20 | 43% |